# بكتيريا مائية بحرية محللة للآغار
بكتيريا مائية بحرية محللة للآغار (الاسم العلمي: Aquimarina agarilytica) هي نوع من البكتيريا، سلبية الغرام، تتبع جنس بكتيريا مائية بحرية.